# La Bañeza
La Bañeza è un comune spagnolo di 11 040 abitanti situato nella Provincia di León. Vi si svolge ogni anno un famoso carnevale.